# Renate Bertlmann
Renate Bertlmann, née en 1943 à Vienne, est une artiste visuelle autrichienne  qui vit et travaille à Vienne. Une grande partie de ses créations sont consacrées à l’image de la femme, au corps, et à la place de la femme.

## Biographie
Née le 28 février 1943, Renate Bertlmann étudie, de 1963 à 1964,  à la School of Arts d'Oxford, puis de 1964 à 1970 à l'Académie des beaux-arts de Vienne où elle est ensuite chargée de cours de 1970 à 1982 tout en travaillant à ses créations. Pour celles-ci, elle utilise différents médias tels que les dessins, les objets, les installations, les photographies, les films et vidéos, les performances, l’écriture, etc.,. En 1969, elle se marie au physicien Reinhold Bertlmann.
À la lecture de l’essai de Linda Nochlin, Why Have There Been No Great Women Artists ?  (Pourquoi n’y a-t-il pas eu de grandes femmes artistes ?) paru en 1971, elle s’investit dans des groupes féministes tels que Women Against Pornography (en) (Femmes Contre la Pornographie) à New York, et consacre une grande partie de ses travaux à l’image de la femme. En 1977, elle est invitée à un festival de performance à Bologne. Elle y présente pour la première fois Deflorazione in 14 Stazioni (Défloration en 14 étapes),. En 1978, elle présente une performance intitulée Die Schwangere Braut im Rollstuhl (Mariée, enceinte, en fauteuil roulant) à la galerie Modern Art de Vienne, dans laquelle elle aborde les sujets de  la maternité et du rôle de l’artiste femme et où elle apparaît comme un être sans visage, avec des tétines dans les cheveux. À l’occasion de l’inauguration d’une exposition sur l’argent, au Städtische Kunsthalle de Düsseldorf en 1978, elle présente une autre performance, dans la même lignée, intitulée cette fois Die Schwangere Braut mit dem Klingelbeutel (Mariée, enceinte, avec sac de collecte d’aumône). En 1979, elle présente Let’s Dance Together à la galerie Modern Art de Vienne et à Amsterdam. En 1980, Martha Wilson la programme à l’espace de performances et d’expositions artistiques Franklin Furnace Archive de New York, où elle interprète Sling Shot Action, consacré au thème du désir sexuel. Elle est également l'auteure d'ouvrages et de pamphlets.
En 2007, elle reçoit le Prix de la Ville de Vienne pour les Beaux-Arts et quelques-unes de ses œuvres sont intégrées dans la collection de la Ville de Vienne. En 2017, elle reçoit le Grand prix d'État autrichien. En 2018, ue exposition lui est consacré dans le cadre de Paris Photo, à Paris. Le thème de cette manifestation est, cette année là, la photographie érotique. L’exposition présente notamment, avec humour, deux ballons de baudruche semblant se caresser, et la vie sexuelle d’un couple de poupées gonflables.
Elle est invitée à représenter l'Autriche à la 58e Biennale de Venise en 2019.

## Distinctions
- 1978 : Prix Theodor Körner
- 2007: Prix de la ville de Vienne[1]
- 2017: Grand prix d'État autrichien[2].